# 스크루비

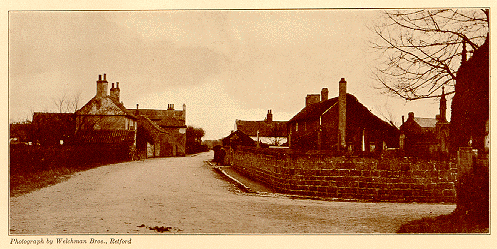
1911년경의 스크루비 마을

스크루비(Scrooby)는 잉글랜드 노팅엄셔의 북부 보트리 근처의 라이턴 강변에 있는 작은 마을이다. 2001년 인구통계조사에서는 329명의 인구가 조사되었다.

## 개요
1766년 그 마을은 그레이트 노스 로드에 있었으며, 엘리자베스 1세나 울지 추기경과 같은 많은 유명한 인사들이 쉬어갔던 곳이 되었다. 울지 추기경은 총애를 잃고 몰락 후 이 영주 장원에 잠깐 머물렀다.
영지 장원은 요크 대주교의 소유였으며, 16세기 말에는 이후 우체국장이 되기도 했던 대주교의 행정관이었던 윌리엄 브루스터가 머물렀다. 그의 아들 윌리엄 1590년대 물려받았으며, 엘리자베스 1세 휘하의 장관이었던 이의 조수로 직업을 얻게 된다. 그는 이후 당시 지배적이었던 영국 국교회에 대한 불만을 품게 되며, 브라운주의의 믿음을 얻은 후 1607년 네덜란드로 떠나려고 시도했다. 결국 그는 필그림 파더스의 한 명으로 1620년 메이플라워호를 타고 북미의 뉴잉글랜드로 떠나게 된다.
세인트 윌프리드 교구 교회는 8각형의 첨탑이 있다. 다른 흥미있는 건물들로는 이전 영지 장원의 남아 있는 건축물과, 방앗간, 오래된 목사관, 마을의 역사적 농장 그리고 우리 등이 있다. 마을의 창고는 1백년 전에 미국인에게 팔렸다.